# De Glasbak - Theater & Cultureel Centrum
De Glasbak - Theater & Cultureel Centrum is een theater in Almere.
Het gebouw in de Muziekwijk bestaat grotendeels uit glas en is daarom een licht en kleurrijk gebouw. De theaterzaal heeft ruimte voor maximaal 120 bezoekers.
Een theater en verzamelgebouw voor podiumkunstenaars van amateur tot beroeps, van jong tot oud. Een schitterend kleurrijk cultureel centrum waar verschillende disciplines samensmelten. Almeerders worden geactiveerd zelf cultureel te gaan ondernemen en zij worden hierbij ondersteund, waar nodig. Podiumkunstenaars van elk niveau en alle leeftijden kunnen hier repeteren en uitvoeringen geven.